# Lipomelia subusta
Lipomelia subusta är en fjärilsart som beskrevs av W. Warren 1893. Lipomelia subusta ingår i släktet Lipomelia och familjen mätare. Inga underarter finns listade i Catalogue of Life.